# Giorgio Baglivi
Giorgio Baglivi, ou encore George Baglivi (8 septembre 1668, Raguse - 15 juin 1707, Rome) est un médecin ragusien.

## Biographie
Giorgio Baglivi reçut les leçons de Antonio Maria Valsalva et de Marcello Malpighi, et fut nommé, par Clément XI, professeur de chirurgie et d'anatomie dans le collège de la Sapience à Rome. Il contribua puissamment à ramener les médecins à l'observation de la nature et à l'étude des écrits d'Hippocrate.
Il combattit les doctrines chimiques par lesquelles on expliquait tout depuis Paracelse et Jan Baptist van Helmont, et dans lesquels on attachait une importance exclusive aux liquides du corps humain, et leur substitua une doctrine qui attribuait le principal rôle aux parties solides, ayant reconnu les propriétés contractiles et les forces vitales dont elles sont animées : aussi le regarde-t-on comme le chef des solidistes.
Ses ouvrages ont été recueillis sous le titre d'Opera medico-practica Lyon, 1704, et réimprimés à Paris, 1788, par Philippe Pinel 2 volumes in-8°.
On y remarque son Essai sur la fibre motrice et sa Médecine pratique, traduit par le Docteur Jules Boucher, 1851.
Giorgio Baglivi est devenu membre de la Royal Society le 6 juillet 1698.

## Quelques écrits
- De fibra motrice, et morbosa, nec non de experimentis, ac morbis salivae, bilis et sanguinis, Perugia, 1700
- Specimen quattuor librorum de fibra motrice et morbosa, Rome, 1701.
- Canones de medicina solidorum ad rectum usum, Roma, 1704.